# Grådöåsen
Grådöåsen är ett naturreservat i Hedemora kommun i Dalarnas län.
Området är naturskyddat sedan 1974 och är 5 hektar stort. Reservatet ligger på en rullstensås med tallskog i söder och granskog i norr.